# Torymus thalassinus
Torymus thalassinus är en stekelart som först beskrevs av Crosby 1908.  Torymus thalassinus ingår i släktet Torymus och familjen gallglanssteklar. Inga underarter finns listade i Catalogue of Life.